# 関谷亜矢子
関谷 亜矢子（せきや あやこ、本名：高橋 亜矢子、旧姓：関谷、1964年5月16日 - ）は、フリーアナウンサーである。元日本テレビアナウンサー。フリーランス（ニチエンプロダクション協力アナウンサー）。

## 経歴
- 東京都渋谷区で出生したが幼少時に神奈川県茅ヶ崎市へ転居して高校生まで生活したことから、本人は茅ヶ崎出身と語る。
- 茅ヶ崎市立茅ヶ崎小学校、清泉女学院中学校・高等学校、国際基督教大学教養学部をそれぞれ卒業した。
- 1988年に日本テレビへ入社し、アナウンサーとして主にスポーツ番組を担当する。1992年春から同期の永井美奈子と共に『ジパングあさ6』の初代メインキャスターを務めた。
- 1999年10月に当時日本テレビ編成局の高橋利之と結婚して2000年2月に退社する[1]。2003年に長女を出産。
- フリーアナウンサーとなってからは、夫の立場を考慮してテレビ出演を控え[2]、インタビュアー、イベント・シンポジウムの司会、スポーツライター活動を主とする。
- 日本テレビの先輩である徳光和夫から「息子（徳光正行）の番組を手伝ってくれないか」と頼まれ、2009年4月から、東京メトロポリタンテレビジョン (TOKYO MX) の『ザ・ゴールデンアワー』を担当。以後、十余年にわたって同局の情報番組の金曜日放送分にレギュラー出演していた[2]。
- ワインとチーズが好物であり、それが高じてワインエキスパートとチーズプロフェショナルの資格を取得している[2]。

## エピソード
- 1993年3月15日、ジパングあさ6において東京都豊島区にある本宮石鹸工業所で石鹸製造の取材を行っていた際に原材料の配合ミスにより起きた爆発事故に巻き込まれ関谷を含めたスタッフ6人は打撲や火傷などの軽傷を負った[3]。関谷は翌日の放送に出演したものの、焦がした髪をカットしたためヘアスタイルが大きく変わってしまった。その日の同番組コーナー「けさのヘッドライン」の中でもトップ項目として取り上げられ、放送で巻き込まれた関谷自ら映像を交え情報を淡々と読み上げた。なお、爆発前後の一部始終はノーカット・編集無しであった。
- 1994年に日本のプロ野球セントラルリーグで巨人と中日が激しく優勝争いする最中に、関谷は「巨人が優勝できなかったら丸坊主にする」と宣言した。優勝争いは最終戦までもつれ込んだものの、巨人が勝利したため関谷の丸坊主は実現しなかった（仮に実現していたら、2年連続でヘアスタイルが大きく変わる事態となるところだった）。

## 出演番組

### 日本テレビ時代の出演番組
報道・情報番組
| 期間          | 期間          | 番組名                               | 役職                                           | 担当日                                                                                                 |
| ------------- | ------------- | ------------------------------------ | ---------------------------------------------- | --- |
| 1989年4月3日  | 1990年3月30日 | NNNニュースプラス1                   | スポーツキャスター                             | 平日で永井美奈子と交替として担当、その他にも、徳光和夫が休暇時のサブキャスター（日高直人の補佐）も担当 |
| 1990年4月1日  | 1994年3月27日 | 独占!!SPORTS情報                     | 司会                                           | |
| 1992年3月30日 | 1994年3月30日 | ジパングあさ6                        | 司会                                           | 週前半（月～水曜日）担当、週後半（木・金曜日）は永井が担当                                             |
| 1994年4月4日  | 1995年9月29日 | どんまい!!スポーツ&ワイド→どんまい!! | 番組枠前半のスポーツニュースパートでの司会     | 1994年9月30日までは、月・水・金曜日の番組枠後半のワイドパート『どんまい!!ワイド』の司会も兼務          |
| 1995年4月2日  | 1996年9月29日 | ザ・サンデー                         | スポーツキャスター                             | 番組自体は、1996年4月7日からタイトルを『The・サンデー+30』に変更して放送                               |
| 1995年10月2日 | 1997年9月25日 | TVじゃん!!                           | 番組枠前半のスポーツニュースパートでの司会     | 金曜日放送分は1996年3月29日を以て終了し、番組放送曜日を月～木曜日に縮小                                |
| 1996年4月5日  | 1996年9月27日 | WIN                                  | 司会兼スポーツキャスター                       | |
| 1996年10月6日 | 1999年9月26日 | The・サンデー+30                     | 司会                                           | |
| 1997年9月29日 | 1998年10月2日 | スポーツMAX                          | キャスター                                     | 『ZZZ』の内包番組として放送                                                                            |
| 1999年1月27日 | 1999年1月29日 | ザ・ワイド                           | 番組コーナー『噂の特ダネファイル』リリーフ担当 | |

バラエティ番組・その他
- 高校サッカーハイライト
- TVおじゃマンボウ
- あすの全国の天気
- ものまねバトル
- TVマンモス

### フリーランス後
- エンゼルのいる星 〜あなたの一番たいせつなもの〜（日本テレビ、2006年 - 2009年3月）ナレーション[4]
- ザ・ゴールデンアワー（TOKYO MX）金曜日レギュラー
- ニッポン・ダンディ（2012年10月 - 2014年3月、TOKYO MX）金曜日MC
- ビジネス共同参画ＴV（2018年8月4日 - 、千葉テレビ放送）MC
- バラいろダンディ（2014年4月 -2021年3月 、TOKYO MX）金曜日MC→月・金曜アシスタント
- 霞が関からお知らせします（政府広報番組）聞き手（2016年1月2日 - 2017年3月25日はBS日テレ。2018年4月14日 - 2019年3月30日はBS-TBS）[5]

### 映画
- ガメラ2 レギオン襲来（1996年） - 臨時ニュースのキャスター役
- シン・ゴジラ（2016年）[6]

### CM
- 全日本あか毛和牛協会

## 雑誌連載
- 関谷亜矢子の食卓げんき印（森永乳業、2018年 - ） - 宅配契約者サービスの月刊広報誌「マミークラン」[2]

## 同期入社
- 福澤朗（現：フリーアナウンサー）
- 村山喜彦（現：日テレイベンツ取締役）
- 永井美奈子（現：フリーアナウンサー）
- 小栗泉（現：報道局記者）